# ペーター・ヘーゲマン
ペーター・ヘーゲマン（Peter Hegemann, 1954年12月11日 - ）はドイツの生物物理学者。フンボルト大学ベルリン教授。光活性化イオンチャネルのファミリーであるチャネルロドプシンの発見で知られる。
ミュンスター出身。1984年ルートヴィヒ・マクシミリアン大学ミュンヘンから博士号取得。1984年から同大学、翌年からシラキュース大学で博士研究員となる。1986年からマックス・プランク生化学研究所に所属し、その後はレーゲンスブルク大学教授となる。2004年から現職。

## 受賞歴
- 2010年 - ワイリー賞
- 2013年 - ゴットフリート・ヴィルヘルム・ライプニッツ賞、ルイ＝ジャンテ医学賞
- 2016年 - マスリー賞、ハーヴェイ賞
- 2017年 - グレゴール・メンデル・メダル
- 2018年 - ガードナー国際賞、オットー・ワールブルク・メダル
- 2019年 - ランフォード賞、ウォーレン・アルパート財団賞
- 2020年 - ショウ賞
- 2021年 - アルバート・ラスカー基礎医学研究賞
- 2022年 - ルイザ・グロス・ホロウィッツ賞

## 参照
- Prof. Dr. Peter Hegemann, Profile
- Prof. Dr. Peter Hegemann